# Теодора Джехверович
Теодора Джехверович (серб. Теодора Џехверовић; нар. 10 лютого 1997, Качарево, СРЮ) — сербська співачка боснійського походження.

## Біографія
Теодора Джехверович народилася 10 лютого 1997 року у Качарево. Джехверович брала участь сербському телевізійному музичному змаганні «Великі Зірки» (серб. "Звезде Гранда") у сезоні 2014/2015. Згодом Теодора стала учасницею групи «The Devils», до складу якої також входили Тамара Мілутінович та Горана Бабич. Через півроку музичний колектив розпався, а всі учасниці групи розпочали сольну кар'єру. У грудні 2017 року співачка випустила свою пісню серб. Кристиjан Греj. У 2019 році вийшов перший альбом Теодори Джехверович «Борбена».

## Дискографія

### Альбоми
- Борбена (2019)

### Сингли альбому
| Номер | Назва пісні | Тривалість |
| ----- | ----------- | ---------- |
| 1     | Линиjа      | 2:35       |
| 2     | Story       | 2:59       |
| 3     | Том Форд    | 3:08       |
| 4     | Гаде        | 3:11       |
| 5     | Такси       | 3:10       |
| 6     | Алтернатива | 2:59       |
| 7     | Борбена     | 2:56       |